# Marie-Victoire de Noailles
Marie-Victoire-Sophie de Noailles, née au château de Versailles le 6 mai 1688 et morte à l'hôtel de Toulouse le 30 septembre 1766, est une aristocrate française. Elle fut marquise de Gondrin, de par son mariage avec Louis de Pardaillan de Gondrin, puis la duchesse de Penthièvre et comtesse de Toulouse par son mariage avec Louis-Alexandre de Bourbon.

## Biographie
Fille du maréchal Anne-Jules de Noailles et de Marie-Françoise de Bournonville, Marie-Victoire de Noailles épouse, en 1707, le marquis Louis de Pardaillan de Gondrin, brigadier des armées du roi. Il est le fils aîné du duc d'Antin, lui-même fils légitime de Madame de Montespan et de son époux, Louis Henri de Pardaillan de Gondrin. Le couple a deux fils. Elle est la dame de compagnie de la dauphine Marie-Adélaïde de Savoie de 1707 à 1712.  
Veuve en 1712, la jeune femme se remarie le 2 février 1723 avec le comte de Toulouse, fils du roi Louis XIV et de Madame de Montespan, ainsi prince du sang. Ils ont un fils : Louis-Jean-Marie de Bourbon, né le 16 novembre 1725. La comtesse est une personnalité reconnue à la cour. Dans ses Mémoires de Saint-Simon, le duc de Saint-Simon écrit d'ailleurs : 
« Il y avait assez longtemps que le comte de Toulouse avait pris beaucoup de goût pour la marquise de Gondrin aux eaux de Bourbon. Elle était sœur du duc de Noailles qu'il n'aimait ni n'estimait, et veuve avec deux fils du fils aîné de d'Antin, avec qui il avait eu toujours beaucoup de commerce et de liaison de convenance, parce qu'ils étaient tous deux fils de Madame de Montespan. Madame de Gondrin avait été dame du palais sur la fin de la vie de Madame la Dauphine, jeune, gaie et fort Noailles, la gorge fort belle, un visage agréable, et n'avait point fait parler d'elle. L'affaire fut conduite au mariage dans le dernier secret. »
Devenue veuve pour la seconde fois en 1737, la comtesse de Toulouse sait gagner la faveur du roi Louis XV en protégeant ses amours avec les sœurs de Nesle. Elle est comme une régente et conseillère vis-à-vis de son jeune fils, succédant alors aux charges militaires de son défunt père. 

## Descendance
1. Louis de Pardaillan de Gondrin, second duc d'Antin ;
2. Antoine-François de Pardaillan de Gondrin, marquis d'Antin ;
3. Louis-Jean-Marie de Bourbon, duc de Penthièvre.